# Cracow
Cracow is een plaats in de Australische deelstaat Queensland en telt 123 inwoners (2006).